# 哲学科
哲学科（てつがくか）とは、哲学を教育研究することを目的として大学に置かれる学科の名称。

## 概要
主に哲学史の講義や古典文献の講読が行われている。
日本では、主に文学部・人文学部の下に「哲学科」（「哲学専攻」「哲学専修」「哲学コース」などとも）がある。東洋哲学科が併設・包摂されていることもある。史学科・文学科とともに文学部の根幹をなすことから「哲史文」ともいわれる。
日本以外では、単独の学部（哲学部）として設置されていることもある。ただし、日本の「学部」と海外の「学部」は必ずしも対応しない。（学部#アメリカ合衆国における学部 などを参照）
現代の大学の源流にあたる中世ヨーロッパの大学（中世大学）では、神学部・法学部・医学部と並ぶ、第四の学部として「哲学部」があった。ただし、ここでいう中世の「哲学部」は、現代でいう哲学科とは必ずしも対応せず、むしろ「教養学部」「教養課程」、または「Ph.D.」（Doctor of Philosophy）というときの「Philosophy」に対応する。つまり、「リベラル・アーツ」または「神学・法学・医学以外のその他の学問」を教育研究する学部だった。そのような中世の哲学部をめぐっては、カントが『諸学部の争い』で主題的に論じている。

## 哲学科・哲学を学べる学科設置大学

### 国立大学
哲学・倫理学・西洋古典学
- 北海道大学文学部／人文科学科／哲学・文化学コース／哲学倫理学
- 弘前大学人文社会科学部／文化創生課程／文化資源学コース、多文化共生コース
- 東北大学文学部／人文社会学科／総合人間学専攻／哲学、倫理学
- 福島大学人文社会学群／人間発達文化学類／人文科学コース
- 茨城大学人文社会科学部／人間文化学科／文芸・思想メジャー
- 筑波大学人文・文化学群／人文学類／哲学主専攻／哲学・倫理学コース
- 埼玉大学教養学部／教養学科／哲学歴史専修課程／哲学専攻
- 千葉大学文学部／人文学科／行動科学コース／哲学専修
- 東京大学文学部／人文学科／哲学、倫理学、西洋古典学
- 東京大学教養学部／学際科学科／科学技術論コース
- お茶の水女子大学文教育学部／人文科学科／哲学・倫理学・美術史コース
- 一橋大学社会学部／社会学科／社会文化研究分野
- 新潟大学人文学部／人文学科／心理・人間学プログラム
- 富山大学人文学部／人文学科／思想・歴史文化領域／哲学・人間学コース
- 金沢大学人間社会学域／人文学類／現代社会・人間学プログラム
- 信州大学人文学部／人文学科／哲学・芸術論コース
- 静岡大学人文社会科学部／社会学科／人間学コース／哲学・倫理学分野
- 名古屋大学文学部／人文学科／言語文化系学位プログラム／哲学倫理学コース／哲学、西洋古典学
- 三重大学人文学部／文化学科／ヨーロッパ・地中海研究、アメリカ研究
- 京都大学文学部／人文学科
  - 西洋文化学系／西洋古典学専修
  - 哲学基礎文化学系／哲学専修、西洋哲学史(古代・中世・近世)専修、倫理学専修
  - 基礎現代文化学系／科学哲学科学史専修
- 大阪大学文学部／人文学科／哲学・思想文化学、倫理学
- 大阪大学人間科学部／人間科学科／社会学科目／哲学の実験グループ
- 神戸大学文学部／人文学科／哲学／哲学専修
- 奈良女子大学文学部／人間科学科／教育学・人間学コース
- 島根大学法文学部／言語文化学科／哲学
- 岡山大学文学部／人文学科／哲学・倫理学分野
- 広島大学文学部／人文学科／哲学・思想文化学コース／西洋哲学、倫理学
- 山口大学人文学部／人文学科／哲学コース／西洋哲学
- 愛媛大学法文学部／人文社会学科／人文学履修コース
- 高知大学人文社会科学部／人文社会科学科／人文科学コース／哲学・思想プログラム
- 九州大学文学部／人文学科／哲学コース／哲学・哲学史、倫理学
- 熊本大学文学部／総合人間学科
  - 人間科学コース／哲学
  - 社会人間学コース／倫理学
- 鹿児島大学法文学部／人文学科／多元地域文化コース
- 琉球大学人文社会学部／人間社会学科／哲学・教育学プログラム

東洋哲学・宗教学
- 北海道大学文学部／人文科学科／哲学・文化学コース／宗教学インド哲学
- 東北大学文学部／人文社会学科
  - 日本学専攻／日本思想史
  - 広域文化学専攻／宗教学、死生学・実践宗教学、インド学仏教史、中国思想中国哲学
- 筑波大学人文・文化学群
  - 人文学類／哲学主専攻／宗教学コース
  - 比較文化学類／日本・アジア領域／アジア研究コース
  - 比較文化学類／思想文化領域／比較宗教コース
- 埼玉大学教養学部／教養学科／日本･アジア文化専修課程／日本文化専攻、東アジア文化専攻
- 東京大学文学部／人文学科／中国思想文化学、インド哲学仏教学、宗教学宗教史学、イスラム学
- 名古屋大学文学部／人文学科／言語文化系学位プログラム／哲学倫理学コース／中国哲学、インド哲学
- 三重大学人文学部／文化学科／日本研究、アジア・オセアニア研究
- 京都大学文学部／人文学科
  - 東洋文化学系／中国哲学史専修、インド古典学専修、仏教学専修
  - 哲学基礎文化学系／日本哲学史専修、宗教学専修、キリスト教学専修
- 大阪大学文学部／人文学科／中国哲学、インド哲学、日本学
- 広島大学文学部／人文学科／哲学・思想文化学コース／インド哲学・仏教学、中国思想文化学
- 山口大学人文学部／人文学科／哲学コース／東洋思想史、宗教学
- 九州大学文学部／人文学科
  - 哲学コース／インド哲学史、中国哲学史
  - 人間科学コース／比較宗教学

美学・芸術学・現代思想・表象文化論
- 北海道大学文学部／人文科学科／哲学・文化学コース／芸術学
- 北海道教育大学教育学部／芸術・スポーツ文化学科／美術文化専攻／美術文化教育コース
- 岩手大学人文社会科学部／人間文化課程
- 東北大学文学部／人文社会学科／総合人間学専攻／美学・西洋美術史
- 秋田大学教育文化学部／地域文化学科／国際文化コース
- 山形大学人文社会科学部／人文社会科学科／人間文化コース／文化学領域／文化解釈学プログラム
- 筑波大学人文・文化学群
  - 比較文化学類／表現文化領域／文化創造論コース
  - 比較文化学類／文化科学領域／先端文化学コース
  - 比較文化学類／思想文化領域／現代思想コース
- 筑波大学芸術専門学群／美術史領域
- 埼玉大学教養学部／教養学科／哲学歴史専修課程／芸術論専攻
- 東京大学文学部／人文学科／美学芸術学、美術史学
- 東京大学教養学部／教養学科／超域文化科学分科／表象文化論コース、比較文学比較芸術コース、現代思想コース
- 東京芸術大学美術学部／芸術学科
- 名古屋大学文学部／人文学科／歴史文化系学位プログラム／歴史学・人類学コース／美学美術史学
- 京都大学文学部／人文学科
  - 哲学基礎文化学系／美学美術史学専修
  - 基礎現代文化学系／メディア文化学専修
- 京都大学総合人間学部／総合人間学科／人間科学系、国際文明学系
- 大阪大学文学部／人文学科／美学・文芸学、美術史学
- 大阪大学人間科学部／人間科学科／共生学科目／未来共生学講座／共生の人間学
- 神戸大学文学部／人文学科
  - 知識システム／芸術学専修
  - 社会文化／美術史学専修
- 神戸大学国際人間科学部／グローバル文化学科／現代文化システム系プログラム
- 島根大学法文学部／言語文化学科／芸術学
- 岡山大学文学部／人文学科／芸術学・美術史分野
- 広島大学総合科学部／総合科学科／人間探究領域
- 山口大学人文学部／人文学科／哲学コース／美学・美術史
- 九州大学文学部／人文学科／哲学コース／美学・美術史
- 長崎大学多文化社会学部／多文化社会学科／共生文化コース

### 公立大学
哲学・倫理学・西洋古典学
- 東京都立大学人文社会学部／人文学科／哲学
- 大阪公立大学文学部／哲学歴史学科／哲学コース
- 福岡女子大学国際文理学部／国際教養学科／欧米言語文化履修コース

美学・芸術学・現代思想・表象文化論
- 群馬県立女子大学文学部／美学美術史学科
- 東京都立大学人文社会学部／人文学科／表象文化論
- 金沢美術工芸大学美術工芸学部／美術科／芸術学
- 静岡文化芸術大学文化政策学部／芸術文化学科
- 愛知県立芸術大学美術学部／美術科／芸術学専攻
- 京都市立芸術大学美術学部／総合芸術学科／総合芸術学専攻
- 大阪公立大学文学部／文化構想学科／表現文化コース
- 沖縄県立芸術大学美術工芸学部／美術学科／芸術学専攻

### 私立大学
哲学・倫理学・西洋古典学
- 東北学院大学文学部／総合人文学科
- 桜美林大学リベラルアーツ学群／人文領域
- 大妻女子大学比較文化学部／比較文化学科
- 学習院大学文学部／哲学科／哲学・思想史系
- 慶應義塾大学文学部／人文社会学科／哲学系／哲学専攻、倫理学専攻
- 國學院大學文学部／哲学科／哲学・倫理学コース
- 国際基督教大学教養学部／アーツ・サイエンス学科／哲学・宗教学メジャー
- 上智大学文学部／哲学科
- 成城大学文芸学部／ヨーロッパ文化学科
- 聖心女子大学現代教養学部／哲学科
- 清泉女子大学文学部／文化史学科
- 専修大学文学部／哲学科
- 創価大学文学部／人間学科／哲学・歴史学
- 大正大学文学部／人文学科／哲学・宗教文化コース
- 玉川大学リベラルアーツ学部／リベラルアーツ学科／ヒューマン・スタディーズ系／哲学・宗教メジャー
- 中央大学文学部／人文社会学科／哲学専攻
- 東京女子大学現代教養学部／人文学科／哲学専攻
- 東洋大学文学部／哲学科
- 日本大学文理学部／哲学科
- 法政大学文学部／哲学科
- 明治大学文学部／心理社会学科／哲学専攻
- 立正大学文学部／哲学科
- 早稲田大学文学部／文学科／哲学コース
- 愛知大学文学部／人文社会学科／現代文化コース／哲学専攻
- 同朋大学文学部／人文学科／現代教養専攻
- 南山大学人文学部／人類文化学科
- 大谷大学文学部／哲学科
- 同志社大学文学部／哲学科
- 立命館大学文学部／人文学科／人間研究学域／哲学・倫理学専攻
- 龍谷大学文学部／哲学科／哲学専攻
- 関西大学文学部／総合人文学科／哲学倫理学専修
- 関西学院大学文学部／文化歴史学科／哲学倫理学専修
- 神戸学院大学人文学部／人文学科／人間探究科目群
- 神戸女学院大学文学部／総合文化学科／哲学・倫理学・美学
- 四国学院大学文学部／人文学科／哲学メジャー
- 福岡大学人文学部／文化学科

東洋哲学・宗教学
- 國學院大學神道文化学部／神道文化学科
- 駒澤大学仏教学部／仏教学科
- 上智大学神学部／神学科
- 大正大学仏教学部／仏教学科／仏教学コース
- 東京神学大学神学部／神学科
- 東洋大学文学部／東洋思想文化学科、インド哲学科
- 立教大学文学部／キリスト教学科
- 立正大学仏教学部／仏教学科
- ルーテル学院大学総合人間学部／人間福祉心理学科／キリスト教人間学コース
- 早稲田大学文学部／文学科／東洋哲学コース
- 愛知大学文学部／人文社会学科／現代文化コース／東アジア文化専攻
- 同朋大学文学部／仏教学科／仏教史学
- 南山大学人文学部／キリスト教学科
- 皇學館大学文学部／神道学科
- 大谷大学文学部／仏教学科
- 種智院大学人文学部／仏教学科
- 同志社大学神学部／神学科
- 花園大学文学部／仏教学科
- 佛教大学仏教学部／仏教学科
- 佛教大学文学部／中国学科
- 立命館大学文学部／人文学科／東アジア研究学域
- 龍谷大学文学部／仏教学科
- 関西大学文学部／総合人文学科／比較宗教学専修
- 関西学院大学神学部／キリスト教思想・文化コース
- 神戸女学院大学文学部／総合文化学科／宗教学
- 天理大学人間学部／宗教学科
- 西南学院大学神学部／神学科

美学・芸術学・現代思想・表象文化論
- 青山学院大学文学部／比較芸術学科／美術
- 青山学院大学総合文化政策学部／総合文化政策学科
- 跡見学園女子大学文学部／人文学科／美術史、総合文化、現代思想・社会
- 学習院大学文学部／哲学科／美学・美術史系
- 学習院女子大学国際文化交流学部／日本文化学科
- 共立女子大学文芸学部／文芸学科
  - 芸術領域／美術史専修
  - 文化領域／文化専修
- 慶應義塾大学文学部／人文社会学科／哲学系／美学美術史学専攻
- 國學院大學文学部／哲学科／美学・芸術学コース
- 国際基督教大学教養学部／アーツ・サイエンス学科／美術・文化財研究メジャー
- 実践女子大学文学部／美学美術史学科
- 女子美術大学芸術学部／美術学科／芸術文化専攻
- 多摩美術大学美術学部／芸術学科
- 明治学院大学文学部／芸術学科
- 立教大学文学部／文学科／文芸・思想専修
- 早稲田大学文化構想学部／文化構想学科
- 早稲田大学文学部／文学科／美術史コース
- 同志社大学文学部／美学芸術学科
- 立命館大学文学部／人文学科／国際文化学域／文化芸術専攻
- 関西大学文学部／総合人文学科／芸術学美術史専修
- 近畿大学文芸学部／文化・歴史学科／現代文化・倫理系
- 関西学院大学文学部／文化歴史学科／美学芸術学専修
- 甲南大学文学部／人間科学科